# ペンは剣よりも強し

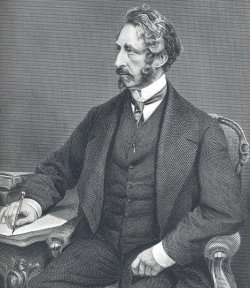
「ペンは剣よりも強し」の言葉を残したエドワード・ブルワー＝リットン。しかしいまの用法はリットンの意図したところではない。

ペンは剣よりも強し（英: The pen is mightier than the sword 羅: Calamus Gladio Fortior）は、「独立した報道機関などの思考・言論・著述・情報の伝達は、直接的な暴力よりも人々に影響力がある」ということを換喩した格言である。

## 起源

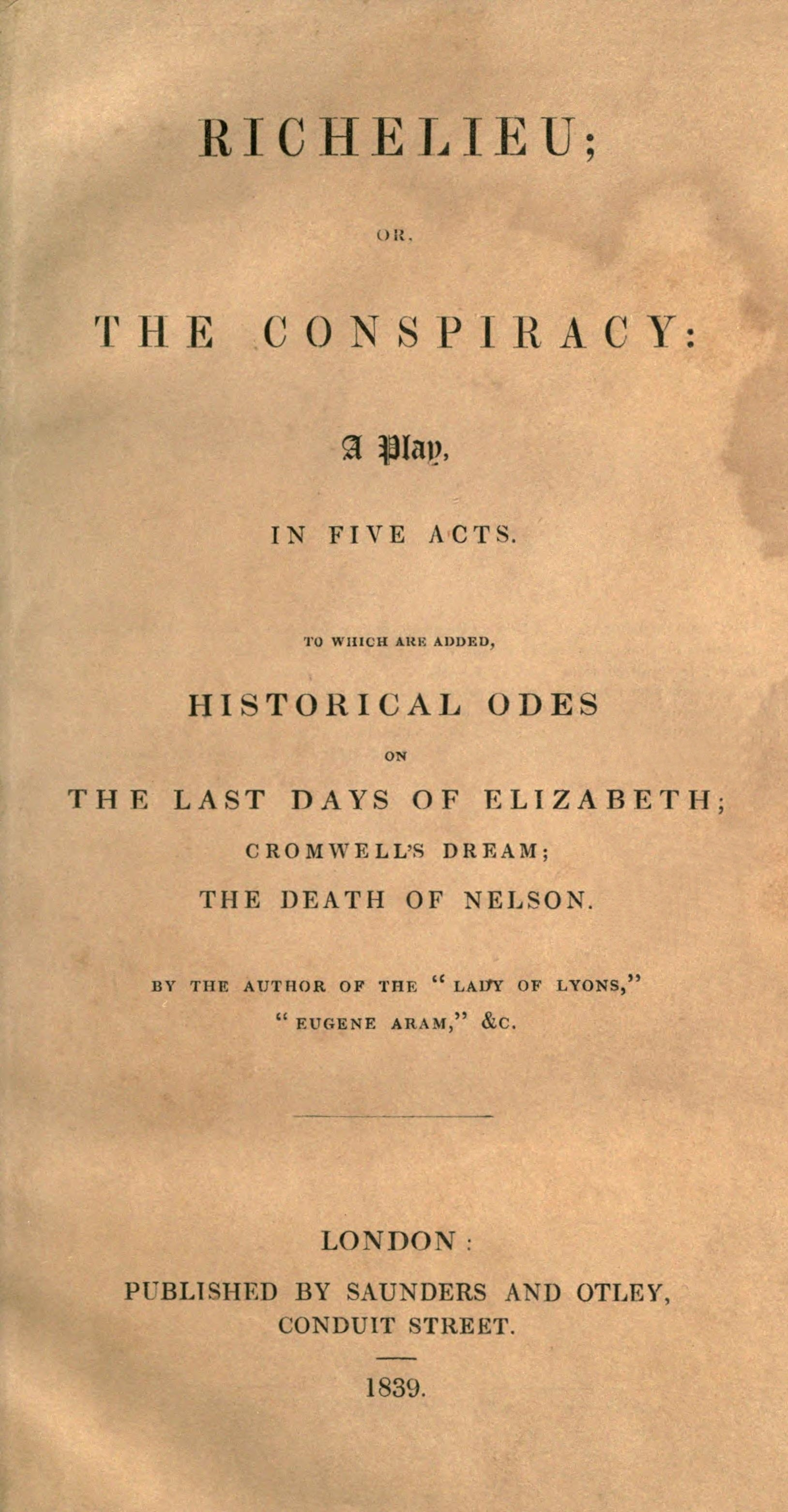
『リシュリューあるいは謀略』の初版本の表紙。

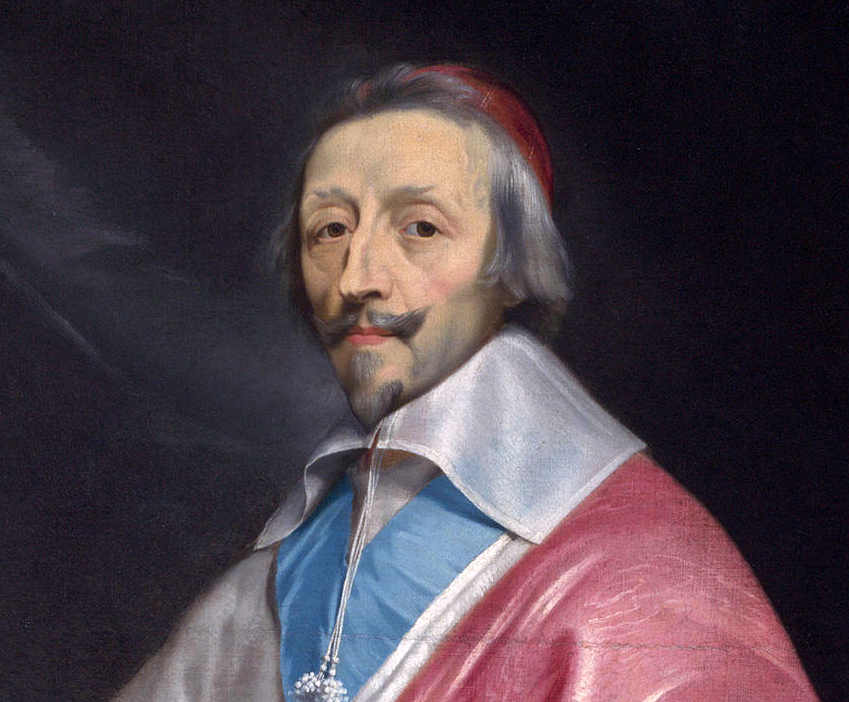
リシュリュー

先行して似たような考えは様々な形態で表現されてきたが、文章としては英国の作家エドワード・ブルワー＝リットンが1839年に発表した歴史劇『リシュリューあるいは謀略（Richelieu; Or the Conspiracy）』で作り出された。題材を17世紀フランス王国の宰相リシュリューにとってはいるものの、史実をある程度脚色したことをブルワー＝リットンは前書きで断っている。
「日付やディテールについては（……）勝手気ままというわけではないが、多少自由にいじらせてもらった」
表題のリシュリューのセリフは第2幕第2場に登場する。前後を含めて引用すると以下の通りである。

（リシュリューは部下の司令官らによる自分の暗殺計画を発見するが枢機卿という聖職者の身分ゆえに武器をとることができない。）
フランソワ（リシュリューの配下の一人）

「しかしいま、猊下の部下たちは武器をもっております。枢機卿猊下」
リシュリュー

「これは本当のことなのだ！—

まことの技倆の持ち主の手におさまるならば、ペンは剣よりも強し。

見よ、この魔法使いの杖を！—

それ自体は何の役に立たん、無だ！—

魔法使いの魔法は、それを自在に操る手から繰り出されるのだ。

帝王（カエサル）の力を奪い、これを追い払い、騒がしい大地を息の根を止める魔法は、だ！だから剣を捨てよ。—

そんなものがなくとも国家は救われる！」

### 評価
1870年に、文学批評家エドワード・シャーマン・グールドは次のように書いている。「ブルワーは一握りの者にしか与えられない幸運に恵まれた。彼はいつまでも歴史に残る名セリフを書いたのだ」。。
1888年頃、著作者チャールズ・シャープは、この一節が繰り返し使われたことで、それが「ありふれた、陳腐なものになってしまう」ことを危惧した。
1897年に開館したアメリカ合衆国議会図書館のトマス・ジェファーソンビルの壁面にはこの一節が飾られている。

## 類似する言い回し
「言論は暴力に勝る」という考えは古今東西に多数の先行例を有し、類似する言い回しには以下のようなものがある。
- 「言葉は剣よりも強し」（アッシリアの賢者アヒカル）[9]
- 「舌は刃より強い」（エウリピデス）[8][10]
- 「武器は説得に屈服する」（キケロ「義務について」）
- 「神の言葉は両刃の剣よりも鋭い」（「新約聖書: ヘブライ人への手紙」）[11][12][補足 3]
- 「学者のインクは殉教者の血よりも神聖である」（ムハンマド）[13][14]
- 「智者のペンよりも恐ろしい剣はない」（エラスムス）[15][16]
- 「ペンの一撃は剣の一撃よりも深い」「それゆえに、ペンは剣よりも残酷であることは明白である」（ロバート・バートン）[17] [8]
- 「剣をつけた多くの者がガチョウ羽のペンを恐れる」（シェークスピア「ハムレット」）[8][18]
- 「四つの敵意ある新聞のほうが千の銃剣よりも恐ろしい」「世界には二つの力しかない。サーベルと精神というふたつの力である。そして最後には必ずサーベルは精神に打倒される」（ナポレオン・ボナパルト）
- 「我我は互に憐まなければならぬ。況や（いわんや）殺戮を喜ぶなどは、――尤も（もっとも）相手を絞め殺すことは議論に勝つよりも手軽である。我我は互に憐まなければならぬ。ショオペンハウエルの厭世観の我我に与えた教訓もこう云うことではなかったであろうか?」（芥川龍之介「侏儒の言葉」）[補足 4]

### 補足
1. ↑  この戯曲は1839年3月7日ロンドンのロイヤル・オペラ・ハウスでウィリアム・チャールズ・マクレディ主演で初演され[4]、マクレディは初演の成功は明白だと信じていた。ヴィクトリア女王が3月14日の上演を観覧している[4]。
2. ↑  その場所は、エントランスパビリオン2階南側廊下の西側の壁。
3. ↑  こちらも参照: ヨハネの黙示録 1:16, 2:16, 19:15; エフェソの信徒への手紙 6:17; 旧約聖書: 知恵の書 18:15; イザヤ書 11:4; 49:2
4. ↑  意訳: ショーペンハウエルにおける厭世観の言うようにこの世は辛く苦しい。だから我々は互いに憐れみ助け合わなければならない。悪魔の如く虐殺を喜ぶなかれ。言葉によらず殺害で勝利とするのも愚かしいことである。（関東大震災における日本民族による朝鮮民族・中国民族虐殺と、憲兵による大杉栄ら殺害への言及[19]）